# Palast Ukrajina
Der Palast Ukrajina (Offiziell: Nationaler Palast der Künste Ukrajina, ukrainisch Національний палац мистецтв «Україна»/Nazionalnyj palaz mysteztw Ukrajina) in Kiew ist eine der größten Konzerthallen der Ukraine und einer der wichtigsten Veranstaltungsorte für Ereignisse von nationaler Ebene sowie für politische, kulturelle und internationale Veranstaltungen.

## Lage
Der Palast Ukrajina liegt südlich des Kiewer Zentrums im Rajon Petschersk in der Tscherwonoarmijska-Straße (Червоноармійська вулиця) Nr. 103 nahe dem U-Bahnhof Palast Ukrajina der Kiewer Metro.

## Geschichte
Das 1970 erbaute und am 17. April 1970 zu Ehren des 100. Geburtstages von Wladimir Lenin eröffnete Gebäude sollte in erster Linie Parteitagen und Veranstaltungen der Kommunistischen Partei der Ukraine und in zweiter Linie als Konzertsaal dienen. Am 22. April 1998 erhielt der Palast Ukrajina den Status National Palast.

## Gebäude
Das trapezförmige Monumentalgebäude enthält mehr als 300 Räume unterschiedlicher Größe und Funktionalität. Seine Maße betragen 50 m × 80 m × 90 m sowie eine Höhe von 28 m bei einem Volumen von 152.000 m³. Der Hauptkonzertsaal mit 3714 Sitzplätzen ist 54 m lang und 48 m breit.
Das äußere Erscheinungsbild des 1996 umgebauten Gebäudes ist charakteristisch für die schlichte und zweckmäßige sowjetische Architektur seiner Zeit, wogegen an der Innenausstattung nicht gespart wurde. Das Interieur und die Ausstattung der Lobby und der künstlerischen Räume stammen von der Architektin Irma Karakis.

## Verwendung
Wichtige Großveranstaltungen im Palast Ukrajina waren beispielsweise am 2. Dezember 2011 die Endrundenauslosung für die Fußball-Europameisterschaft im Jahr 2012 und der Junior Eurovision Song Contest 2013, der hier am 30. November 2013 stattfand.